# Линия №249 Гданьск-Главный — Гданьск-Новый Порт
Линия № 249 PKP — железнодорожная линия, соединяющая станцию Гданьск-Главный со станцией Гданьск-Новый Порт. На линии осуществляется движение как грузовых поездов, так и пассажирских поездов SKM — городской электрички Труймяста до станции Гданьск-Стадион-ЭКСПО. Начинается на станции Гданьск-Главный от пикета 0.586 км. Линия целиком проходит по административной территории Гданьска. Практически на всем своем протяжении (до станции Гданьск-Заспа-Товарная) идет параллельно линии № 227.

## История

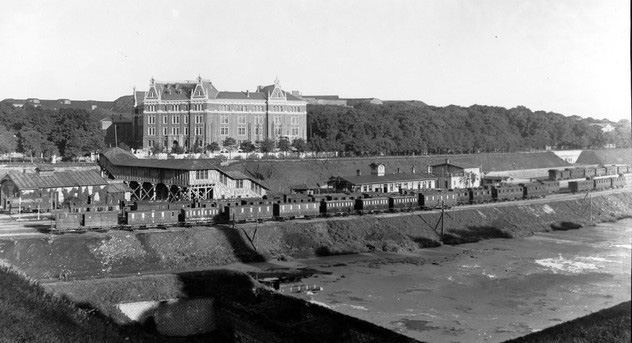
Вокзал Гданьск-Брама Выжинна,
ныне не существующий (1890-е гг.)

Линия № 249 была построена в 1867 году. Ее строительство связано с тем, что развитие порт Гданьска в значительной степени зависело от его подключения к немецкой железнодорожной сети. 10 июля 1865 года началось строительство однопутной железнодорожной линии. По ее трассе необходимо было построить большое количеством инженерных сооружений, поэтому в работах оказывали помощь военные саперы.
Линия была введена в эксплуатацию 1 октября 1867 года. На новой линии, в центре города, была построена временная пассажирская станция Гданьск-Брама Выжинна, ныне несуществующая, ибо в октябре 1900 года ее сменила станция Гданьск-Главный, которая в настоящее время и является началом линии.
В 1951 году линия была электрифицирована, благодаря чему по ней открылось движение пассажирских поездов SKM. Основными пассажирами линии были работники Нового порта Гданьска, в котором обрабатывалась большая часть грузов до строительства в 1970-х гг. Северного порта Гданьска, к ним присоединились жители нового гданьского жилого района Новый Порт.
В 2000 году была построена линия № 227, напрямую соединяющая станцию Гданьск-Главный с лежащей на линии № 249 крупной грузовой сортировочной станцией Гданьск-Заспа-Товарная. Линия № 227 отходит от станцию Гданьск-Главный несколько южнее линии № 249, от пикета 0,654 км, и на всем своем протяжении идет параллельно линии № 249. В 2004 году линия № 227 была электрифицирована.
В начале 2000-х гг. поезда SKM перестали выдерживать конкуренцию с проложенным в район Новый Порт трамваем, который ходил чаще, чем пассажирские электрички по линии, а времени на поездку на трамвае требовалось меньше. В 2002 году маршрут поездов SKM был сокращен до станции Гданьск-Бжежно, а в 2005 году движение поездов SKM вообще было прекращено.
В 2011 году, в свете того, что Польша стала, наряду с Украиной, страной проведения чемпионата Европы по футболу 2012 года, а Гданьск стал одним из мест проведения матчей чемпионата, на вновь построенном, в 2011 году, стадионе PGE Arena, на линии № 249 было возобновлено движение поездов SKM, от станции Гданьск-Главный до вновь построенной станции Гданьск-Стадион-ЭКСПО, причем поезда до нее от Гданьска-Главного, и в обратном направлении, следуют без остановок на других станциях линии № 249.
Одновременно подверглась модернизации линия № 227: для обеспечения возможности пассажирского движения от Гданьска-Главного до станции Гданьск-Стадион-ЭКСПО по линии № 227, которая тем самым становилась резервом для линии № 249, перед станцией Гданьск-Стадион-ЭКСПО был сооружен стрелочный перевод, соединяющий обе линии.
Впрочем, эта возможность является избыточной, поскольку пассажирское движение поездов SKM по линии № 249 осуществляется только в дни мероприятий на стадионе, а также расположенном рядом с ним выставочном центре «АмберЭкспо».

## Текущее состояние
Линия эксплуатируется для грузового движения. Также в дни мероприятий на стадионе PGE Arena, а также расположенном рядом с ним выставочном центре «АмберЭкспо» по ней осуществляется движение пассажирских поездов SKM.
Маршрут SKM, следующий по линии № 249 от станции Гданьск-Главный до Гданьск-Стадион-ЭКСПО, имеет номер S500.
С сентября 2019 года, в рамках программы улучшения железнодорожного доступа к порту Гданьска, производятся работы по реконструкции линия № 249 на участке от пикета 0.586 км до пикета 3.534 км. Инвестором работ является государство — компания Польские государственные железные дороги (PKP).